# Paria opacicollis
Paria opacicollis är en skalbaggsart som beskrevs av J. L. Leconte 1859. Paria opacicollis ingår i släktet Paria och familjen bladbaggar.

## Underarter
Arten delas in i följande underarter:
- P. o. opacicollis
- P. o. wenzeli